# A Debreceni köztemető nevezetes halottainak listája
Ezen a lapon a Debreceni köztemető nevezetes halottainak listája található, családi név szerinti betűrendben, születési és halálozási évvel, a sírhely pontos megjelölésével kapcsos zárójelben.
| Ábécé szerinti tartalomjegyzék                                                                           |
| --- |
| A, Á B C Cs D Dz Dzs E, É F G Gy H I, Í J K L Ly M N Ny O, Ó Ö, Ő P Q R S Sz T Ty U, Ú Ü, Ű V W X Y Z Zs |

## A, Á
- Ács István (1928–2018) jogász, politikus, tanácselnök [D, 1, 3]
- Alberth Béla (1922–2006) szemész [DJ, 6, 27]

## B

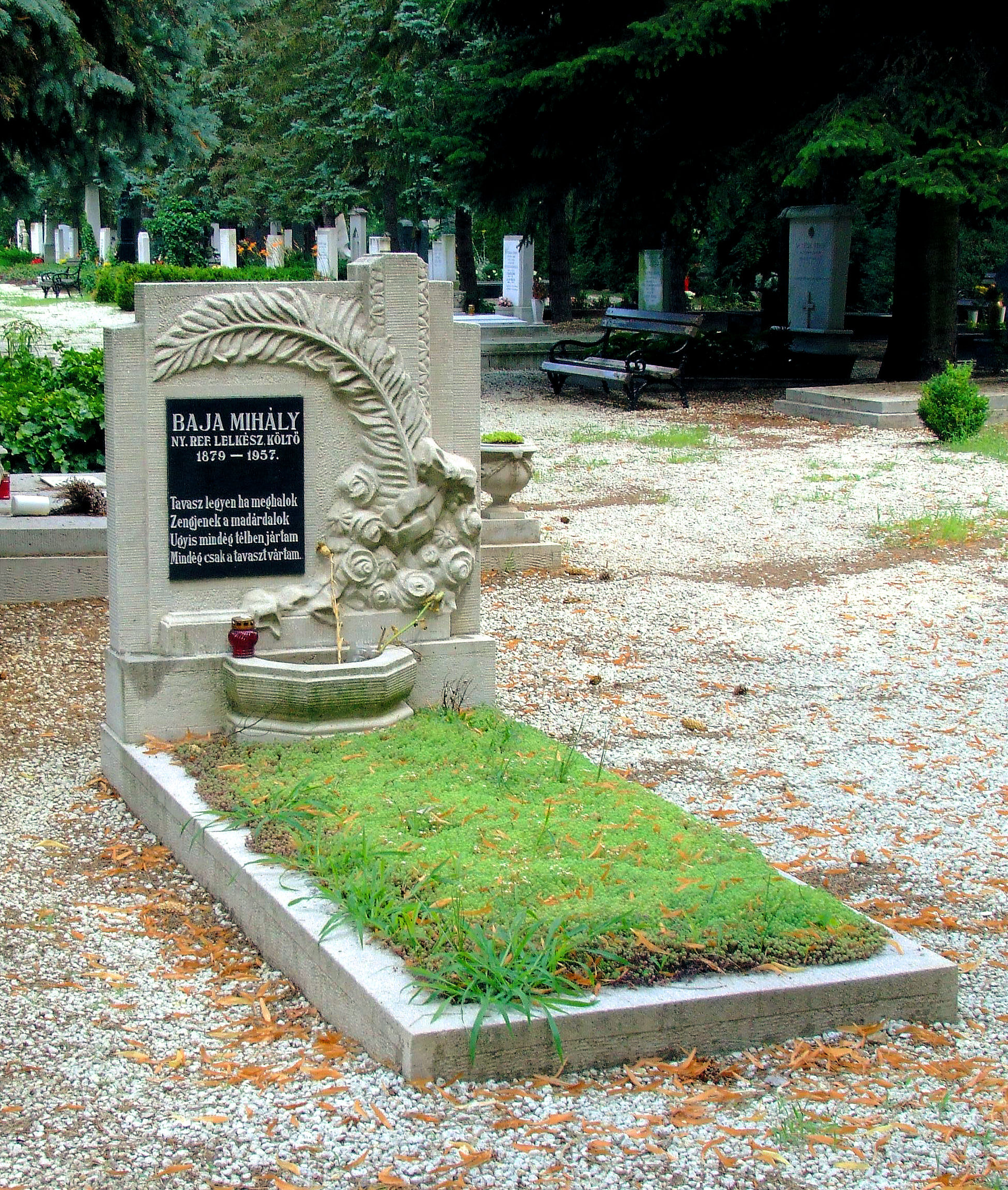
Baja Mihály sírja

- Baja Mihály (1879–1957) református lelkész, író [DJ, Kö, 1]
- Balla Irma (1949–2007) tanár, politikus [15-2, K, 2]
- Balogh Endre (1910–1987) városi tanácselnök [Dj, 6 , 2]
- Balogh Péter (1792–1870) református püspök [6, Li, 15c]
- Baltazár Dezső (1871–1936) jogász, református lelkész, a Tiszántúli református egyházkerület püspöke [Dj, Bö, 1]
- Bán Imre (1905–1990) irodalomtörténész, egyetemi tanár [Dj, 6, 9]
- Bángyörgyi Károly (1916–1980) színész [29, CoKs, 6]
- Barcza József (1932–2004) református lelkész, egyháztörténész
- Barta János (1901–1988) irodalomtörténész, egyetemi tanár [Dj, 6, 4]
- Bartha György (1891–1962) főjegyző [15-2, CoKs, 13a]
- Bartha István (1877–1950) városparancsnok [Dj, 4, 13]
- Bartha Károly (1889–1956) néprajzkutató [7, 15, 8]
- Benczi Gyula (1924–1999) hegedűművész [2, 14, 14]
- Bényi Árpád (1936–2006) festőművész [DJ, 6, 28]
- Beregszászi Nagy Pál (1790–1865) mérnök, építész [Dj, 5, 1b]
- Béres András (1928–1993) néprajzkutató, levéltáros [15-1, K, 4]
- Bíró Lajos (1927–2010) festőművész [DJ, 6, 30]
- Blattner Géza (1893–1967) festő- és grafikusművész, bábművész [VII liget, 12/B]
- Bodnár János (1889–1953) orvos, biokémikus, egyetemi tanár [Dj, 5, 12]
- Bognár Rezső (1913–1990) kémikus, egyetemi tanár [Dj, 6, 8]
- Boján Ferenc (1946–1997) orvos, demográfus [Dj, 6, 15]
- Bojtor Miklós (1918–1988) agrármérnök [12, K, 23]
- Boka Károly (1808–1860) népzenész, cigányprímás [6, AoKs, 10]
- Bordás Tibor (1918–1985) gordonkás, zenetanár [9, U2, 27]
- Borsos József (1875–1952) építész [Dj, Pa, 1]
- Borsy Zoltán (1926–1997) geográfus, egyetemi tanár [15-1, K, 13]
- Bot György (1917–1998) biológus, egyetemi tanár [Dj, 6, 19]
- Budaházy Jenő (1881–1919) Debrecen rendőrkapitánya [1, 112, 1]
- Budai Ézsaiás (1766–1841) bölcsészet- és hittudós, író, történész, református lelkész [Dj, 5, 2]
- Burai István (1951–2017) festő-és grafikusművész [22, K, 1]

## Cs
- Csanak József (1820–1900) nagykereskedő [1, 128, 26]
- Csánki Benjámin (1868–1943) vallástörténész, egyetemi tanár, rektor [Dj, 4, 5]
- Csányi Dániel (1820–1867) matematikus, vízépítő mérnök [Dj, 5, 2b]
- Csapó István (1893–1959) pedagógus, gimnáziumigazgató [DJ, 5, 7]
- Csikesz Sándor (1886–1940) református lelkész, teológus, egyetemi tanár [Dj, 3, 15]
- Csobán Endre (1882–1959) főlevéltáros [15-2, Co2, 23]
- Csobán József (1854–1935) a református egyház pénztárnoka [1, Ks, 172]
- Csóka Sámuel (1873–1931) polgármester-helyettes [Dj, 2, 2]
- Csűry Bálint (1886–1941) nyelvész, egyetemi tanár [Dj, 4, 1]

## D

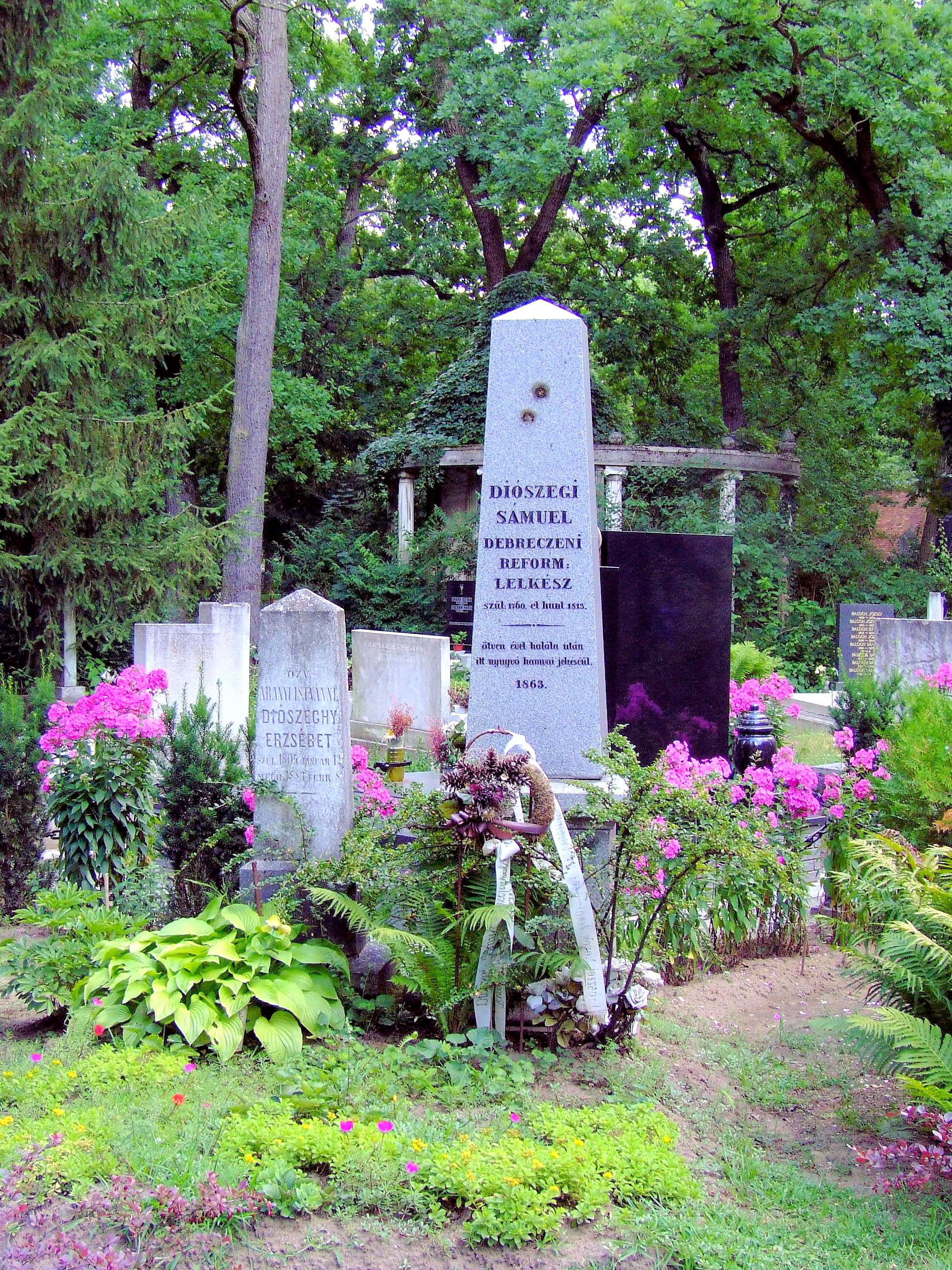
Diószegi Sámuel sírja

- Dán Sándor (1911–1973) orvos, biokémikus, belgyógyász, egyetemi tanár [XI, kiemelt, 14]
- Dankó Imre (1922–2008) néprajzkutató, egyetemi tanár, múzeumigazgató [15-2, K, 7]
- Darkó Jenő (1880–1940) történész, egyetemi tanár [Dj, 3, 14]
- Debreczeni Barna (1875–1939) jogtanácsos, táblabíró, kormányfőtanácsos [1A, Li, 1]
- Derekassy István (1866–1938) főorvos, mentőszolgálat alapító [Dj, 3, 10]
- Detki Károly (1861–1959) főjegyző [4. liget, C oldal]
- Dienes János (1884–1962) festő- és grafikusművész, tanár [DJ, 5, 4]
- Diószegi Sámuel (1761–1813) református lelkész, esperes, botanikus [6, Li, 22]
- Dukász Anna (1925–2000) színésznő

## E, É
- Ecsedi István (1885–1936) etnográfus, múzeumigazgató [dísz jobb, 3-6]
- Égerházi Imre (1925–2001) festőművész [22, Li, 7d]
- Endes Pongrác (1907–1992) igazságügyi orvos szakértő [6, AoKs, 29]
- Erdész Mihály (1897–1980) gordonkaművész, zenetanár [11, Co2, 36]
- Erdész Mihályné (1898–1980) zenetanár, zeneiskolai igazgató [11, Co2, 36]
- Erdődy Lajos (1874–1941) építőmester [1B, Li, 194]
- Erdős József (1856–1946) református lelkész, teológus, egyetemi tanár [1B, Li, 52]
- Erdős Károly (1887–1971) református teológus, lapszerkesztő, szakíró [1B, Li, 52]

## F

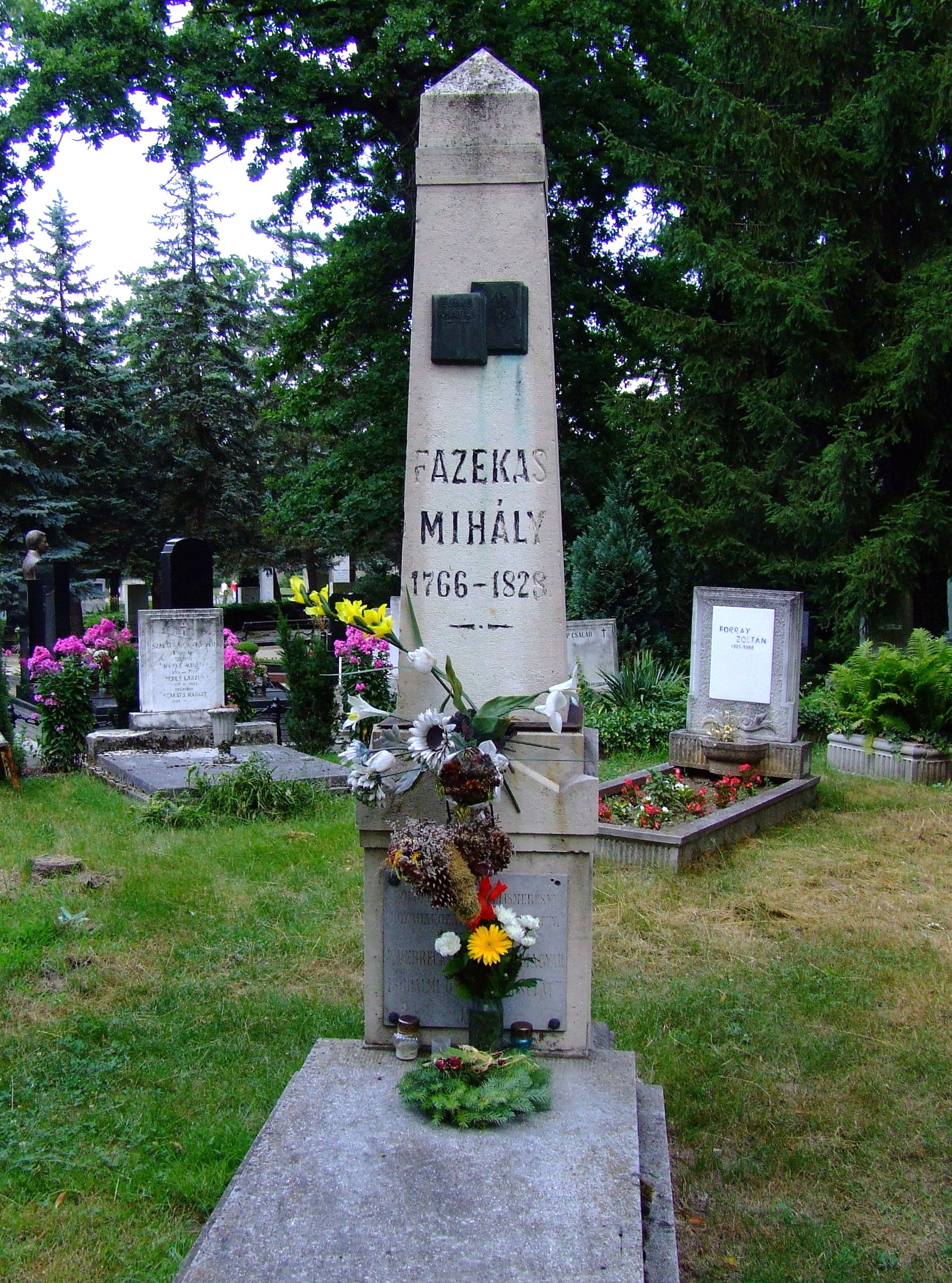
Fazekas Mihály sírja

- Fazekas Mihály (1766–1828) költő, botanikus [6, Li, 20]
- Flóhr János (1865–1944) altábornagy [Dj, 4, 6]
- Fornet Béla (1890–1966) orvos, belgyógyász, allergológus [Dj, 2, 7]
- Fráter Erzsébet (1857–1937) nőegyleti elnök [Dj, 3, 9]
- Fülep Kornél (1916–1991) sportújságíró, sportvezető, labdarúgó-játékvezető

## G
- Gábor Zoltán (1937–1980) költő
- Galánffy Lajos (1905–1973) zongoraművész, zenepedagógus, zeneiskolai igazgató [4B, 4, 30]
- Garamvölgyi Lajos (1952–2008) labdarúgó, edző [15-2, K, 5]
- Gerbár Tibor (1923–1995) színész [UFAL5, Ao1, 3]
- Gergely Viktor (1923–1963) jogász, járási tanácselnök [Dj, 5, 1a]
- Greiner Mihály (1876–1955) tanár, iskolaigazgató [1, 7, 13]
- Guha József (1863–1947) altábornagy [Dj, 4, 12]
- Gulyás György (1916–1993) karnagy, főiskolai tanár
- Gulyás István (1897–1933) királyi járásbíró [1, 113, 10]
- Gulyás Pál (1899–1944) költő [14, AoKs, 10]
- Gunda Béla (1911–1994) etnográfus, egyetemi tanár [Dj, 6, 13]

## Gy
- Gyarmati János (1926–1983) orvos, radiológus, nefrológus [12, K, 11]

## H
- Hadházy Zsigmond (1876–1942) ügyvéd, Hajdú vármegye főispánja [Dj, 4, 4]
- Hapák József (1909–1973) fotóművész [7, 11, 4]
- Haraszty Árpád (1907–1987) botanikus [1, AOKS, 28/A]
- Herpay Gábor (1885–1946) levéltáros, Hajdú vármegye főispánja [Dj, 4, 11]
- Hevessy József (1931–2005) tanár, mérnök, polgármester [Dj, 6, 25]
- Hódos Imre (1928–1989) olimpiai bajnok birkózó [Dj, 6, 6]
- Hondromatidisz Rigasz (1942–1996) szobrász [15-1, K, 11]
- Huber Ferenc (1870–1911) római katolikus hittanár, kollégiumi igazgató [1, söv, 137]

## I, Í
- Imre János (1864–1926) állampénztári főtanácsos [1, 132, 23]
- Imri István (1923–2006) magyar bajnok labdarúgó, edző
- Irinyi Károly (1931–1988) történész, egyetemi tanár [12, K, 24]

## J
- Jakabfi Imre (1907–1998) fül-orr-gégész, egyetemi tanár [Dj, 6, 21]
- Jakucs Pál (1928–2000) biológus, genetikus [6, Li, 44]
- Jeddi Mária (1965–2021) kézilabdázó [22, K, 11]
- Juhani Nagy János (1953–2007) tanár, újságíró [6, Li, 11b]
- Juhász Géza (1894–1968) költő, irodalomtörténész, egyetemi tanár [Dj, 2, 8]
- Juhász Nagy Sándor (1883–1946) politikus, jogász, ügyvéd [Dj, Bö, 2]
- Julow Viktor (1919–1982) irodalomtörténész, műfordító, pedagógus [12, Bo1, 34]

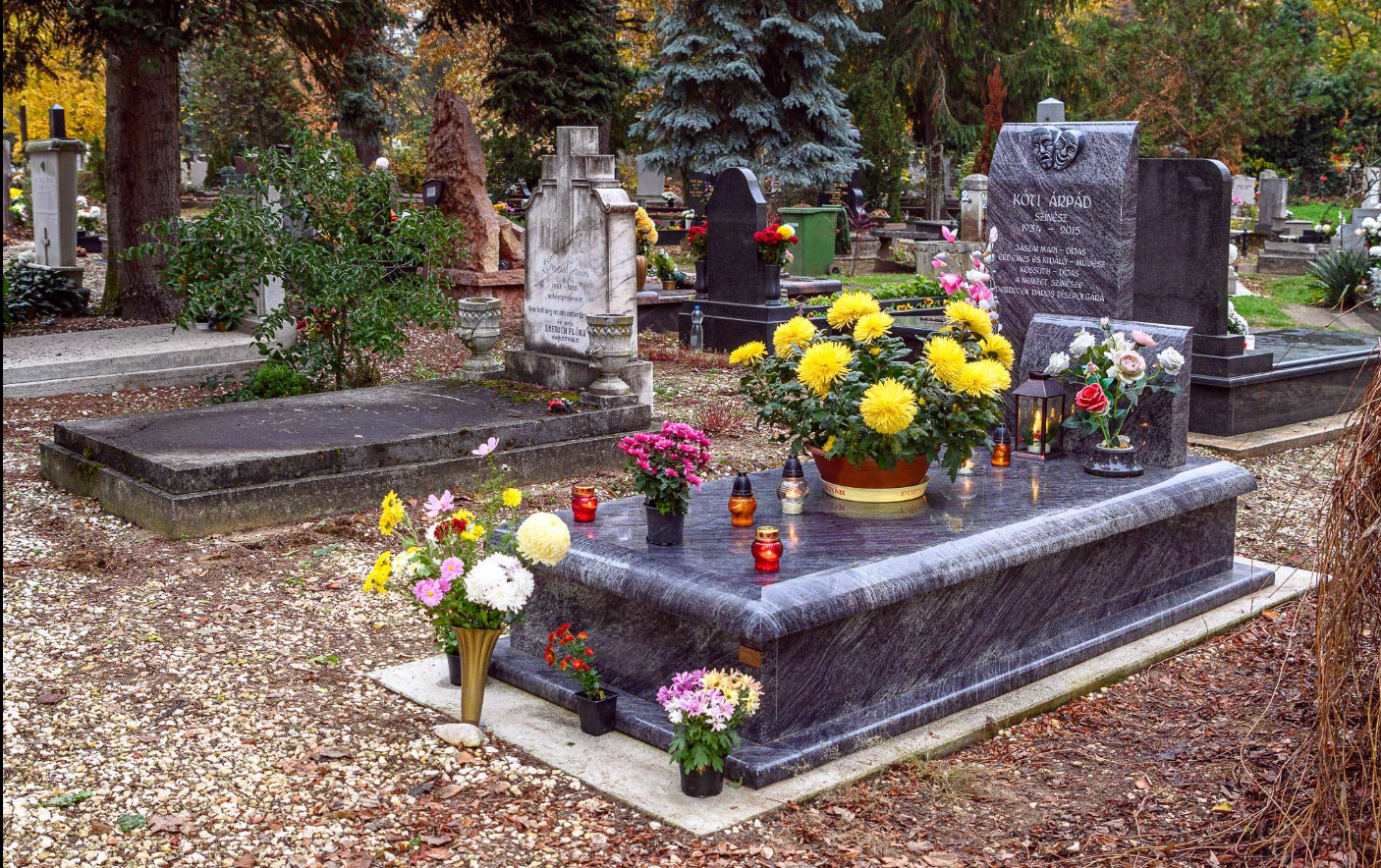
Kóti Árpád sírja

## K
- Kádár László (1908–1989) geográfus, egyetemi tanár [12, K, 28]
- Kalenda Lóránt (1892–1972) építész [11, K, 11]
- Kállay Kálmán (1890–1959) református lelkész, egyetemi tanár [5, 15, 42]
- Kálmán Béla (1913–1997) nyelvész, egyetemi tanár [Dj, 6, 16]
- Karai Sándor (1859–1936) tanár, iskolaigazgató [Dj, 3, 4]
- Kardos Pál (1900–1971) irodalomtörténész, egyetemi tanár [Dj, 2, 10]
- Kathy László (1909–1985) szíjgyártó, népi iparművész [12, K, 18]
- Kelenhegyi Márton (1919–1978) sebész, egyetemi tanár [11, K, 20]
- Kemény János (1861–1938) vendéglős [1, Ks, 135]
- Kenézy Gyula (1860–1931) szülész-nőgyógyász, egyetemi tanár [Dj, 5, 14]
- Kertai László (1943–2013) építész [D, 1, 1]
- Kertész Gyula (1931–1991) operarendező [15-1, K, 2]
- Kesztyűs Loránd (1915–1979) orvos, immunológus, egyetemi tanár [Dj, 2, 14]
- Kettesy Aladár (1893–1983) szemész, egyetemi tanár [Dj, 2, 20]
- Kiss Albert (1838–1908) református lelkész, országgyűlési képviselő [Dj, 5, 3a]
- Kiss Áron (1845–1908) református püspök [Dj, 5, 2c]
- Kiss Imre (1925–1984) megyei tanácselnök [Dj, 6, 1]
- É. Kiss Sándor (1914–1984) pedagógus, nyelvész, főiskolai tanár [12, K, 4]
- Kiss Tamás (1912–2003) költő, író, műfordító
- Kocsány Imre (1933–1956) sorkatona, 1956-os áldozat [27, CoKs, 13]
- Kocsis Elemér (1926–2009) református püspök, teológus
- Komáromi Csipkés György (1628–1678) teológus, tanár, nyelvész, műfordító
- Konrád Teréz (1870–1928) tanár, iskolaigazgató [1, 112, 1]
- Korbély József (1864–1939) vízépítő mérnök [I/B, liget, 47]
- Kóti Árpád (1934–2015) színész [DJ, 5, 16]
- Kovács János (1886–1957) festőművész [6, BoKs, 7]
- Kovács József (1849–1920) polgármester [Dj, 2, 3]
- Kovács Kálmán (1930–1983) irodalomtörténész, egyetemi tanár [12, K, 9]
- Kovács Tibor (1929–1994) orvos, fiziológus, egyetemi tanár [15-1, K, 6]
- Kováts Andor (1884–1942) jogász, egyetemi tanár [Dj, 4, 10]
- Könyves Tóth Kálmán (1837–1924) református lelkész, író [6, AoKs, 26]
- Könyves Tóth Mihály (1809–1895) író, református lelkész
- Krompecher István (1905–1983) orvos, anatómus, egyetemi tanár [12, K, 12]
- Kulin László (1901–1989) orvos, gyermekorvos, egyetemi tanár

## L
- Laboncz András (1874–1972) kőműves, szakszervezeti vezető [Dj, 2, 11]
- Laki Kálmán (1909–1983) orvos, biokémikus [15-2, K, 6]
- Legeza György (1958–2022) parasportoló, kerékpárversenyző, paralimpikon, pszichológus
- Lenz Hedvig (1893–1953) színésznő
- Letényi Árpád (1915–1988) építész, jogász [6, AoKs, 30]
- Lipták András (1935–2012) biokémikus [Dj, 6, 32]
- Loessl János (1887–1955) [Dj, 5, 15]
- Lutter Béla (1908–1967) vegyészmérnök [12, 7, 66]

## M
- Magoss György (1858–1947) polgármester [1-B, H, 7]
- Magyari Béla (1895–1962) zenész, népi zenekar vezető [6, AoKs, 8]
- Magyari Gyula (?–1957) népzenész [6, AoKs, 8]
- Magyari Gyula (?–1967) népzenész [6, AoKs, 9]
- Magyari Imre (?–1957) népzenész [6, AoKs, 8]
- Magyari Kálmán (?–1908) népzenész [XXIII, 34, 45]
- Makláry Károly (1876–1938) református püspök [Dj, 2, 4]
- Makszin Mihály (1909–1997) agrármérnök, iskolaigazgató [Dj, 6, 17]
- Marchart József (1896–1964) vízépítő mérnök [1, Ks, 149]
- Márk Endre (1851–1939) jogász, polgármester [Dj, 2, 6]
- Mata János (1907–1944) grafikus, költő [Dj, 4, 8]
- Materny Lajos (1849–1936) evnagélikus főesperes [Dj, 3, 5]
- Matolcsi Ferenc (?–1908) 1848-as honvéd százados [3, 6, 40]
- Mészáros Ede (1889–1964) klasszika-filológus, egyetemi tanár [1, Falm, 153]
- Mezey Géza (1939–2001) gyógyszerész, egyetemi tanár [VB, 4, 19]
- Mikó Gyula (1889–1951) gyógyszerész, egyetemi tanár [23, 26, 4]
- Mocsár Gábor (1921–1988) író, újságíró, szerkesztő [12, K, 26]
- Móré Mihály (1923–1997) festő- és grafikusművész [DJ, 6, 18]
- Mórik József (1924–1973) orvos, egyetemi tanár [11, K, 13]
- Muraközy László (1861–1933) gyógyszerész [1B, Li, 43]

## N

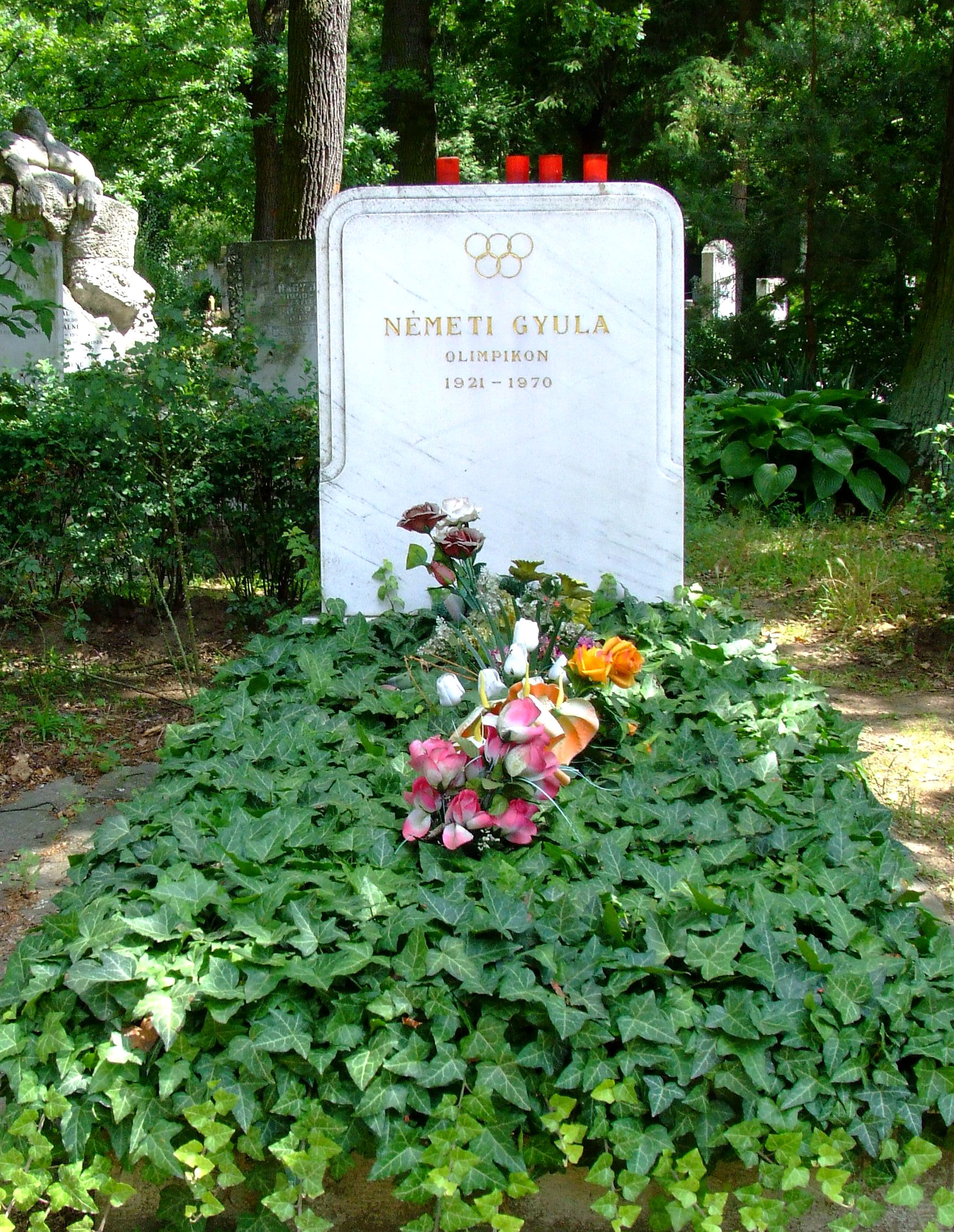
Németi Gyula sírja

- Nábrádi Mihály (1918–1990) gimnáziumi igazgató, helytörténész [12, K, 30]
- Nagy Imre (1817–1840) költő [6, AoKs, 16]
- Nagy János (1921–1982) orvos, igazságügyi szakértő [12, K, 5]
- Nagy János (1921–1995) irodalomtörténész [15-1, K, 7]
- Nagy Sándor Tibor (1959–2018) biológus [22, K, 6]
- Némethy László (1880–1963) szobrászművész [25, BoKs, 62]
- Némethy László (1919–1987) mérnök [2, 27, 53]
- Németi Gyula (1921–1970) birkózó, olimpikon [11, K, 2]
- Niklai Ádám (1924–1985) költő, drámaíró [12, K, 17]
- Novák István (1920–2001) színész [11, Col, 34]

## Ny
- Nyilas Viktor (1930–1990) pedagógus, iskolaigazgató [12, K, 31]

## O

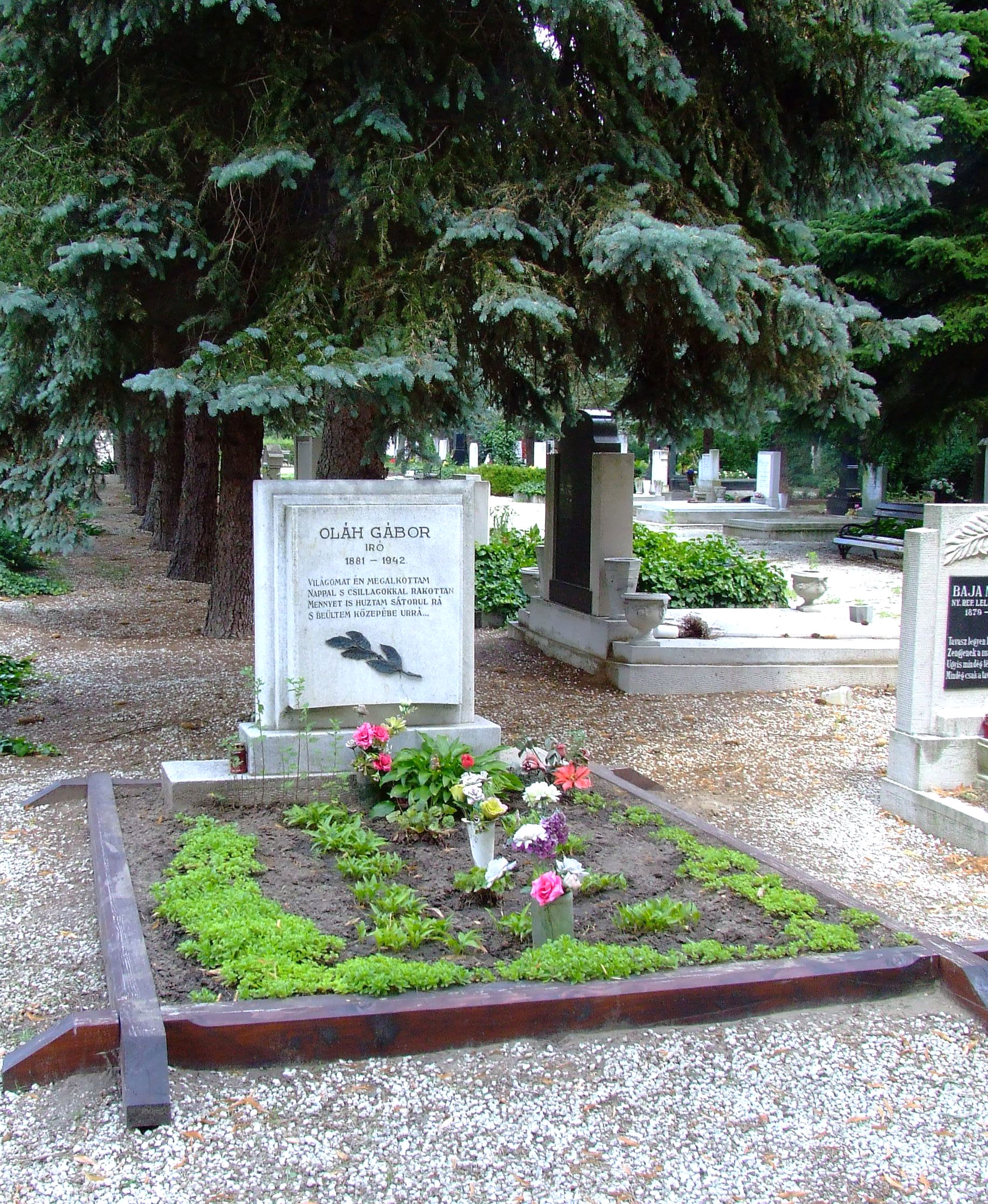
Oláh Gábor sírja

- Okolicsányi Károly (1851–1936) vezérőrnagy [Dj, 3, 7]
- Oláh Gábor (1881–1942) költő, író
- Oláh György (1923–1997) színész [21, 30, 1d]
- Oláh Lajos (1881–1942) bíró, ítélőtáblai elnök [Dj, 4, 3]

## P
- Pallai János (1939–1998) újságíró, rádiós szerkesztő [Dj, 6, 20]
- Pallás Imre (1921–1977) újságíró, tanár [Dj, 2, 13]
- Pap Károly (1872–1954) irodalomtörténész, egyetemi tanár [1B, Li, 33]
- Pápay József (1873–1931) nyelvész, egyetemi tanár [Dj, 5, 8]
- Papp István (1901–1972) nyelvész, egyetemi tanár
- Papp Sándor (1940–2007) ügyvéd, kamarai elnök [Dj, 6, 29]
- Péczely József (1789–1849) pedagógus, történész, költő [6, Li, 31]
- Perényi Pál (1938–2008) motorversenyző, edző [15-2, K, 4]
- Petrikás Árpád (1928–1999) neveléstudós, egyetemi tanár [27A, CoKs, 45]
- Pfansmidt Károly (?–1859) városi tanácsnok [VIII, 16, 51]
- Pinczés Imre (1861–1918) földbirtokos, református presbiter [6, Li, 6]
- Pohl Ferenc (1883–1961) városi főkertész [6, AoKs, 3]
- Pokoly József (1866–1933) református lelkész, egyháztörténész, egyetemi tanár [Dj, 3, 2]
- Poroszlay Fridrik (1787–1857) főbíró, polgármester [2, 32, 52]
- Psenyeczky Nagy Zoltán (1873–1932) zeneszerző, zeneiskolai igazgató [Dj, 3, 1]

## R

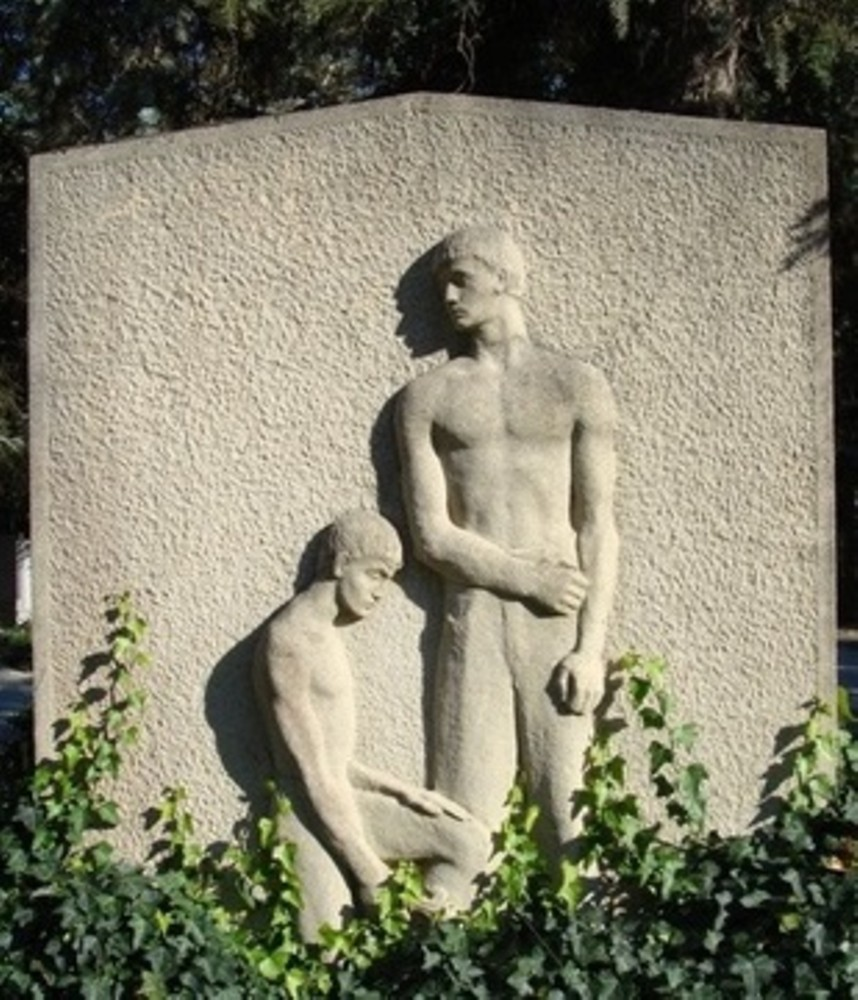
Rimanóczy Béla sírja

- Rácz István (1929–2002) történész, egyetemi tanár [Dj, 6, 22]
- Rák Kálmán (1920–2005) belgyógyász, egyetemi tanár [Dj, 6, 24]
- Rapcsák András (1914–1993) matematikus, egyetemi tanár [Dj, 6, 11]
- Révész Bálint (1816–1891) református püspök [6, AoKs, 20]
- Révész Imre (1889–1967) református püspök, egyháztörténész [3, BoKs, 51b]
- Rimanóczy Béla (1873–1934) villamosmérnök, vállalatigazgató [Dj, 3, 3]
- Rothschnek Jenő (1868–1937) gyógyszerész, fővegyész [3, 27, 13]
- Röszler János (1906–1957) cipész, politikus [Dj, 5, 10]
- Rugonfalvi Kiss István (1881–1957) történész, egyetemi oktató [5, BoKs, 52]

## S
- Salamon Ferenc (1928–1992) agrárközgazdász, természetvédő [COL4, 3, 12]
- Sántha Kálmán (1903–1956) neurológus, idegsebész [Dj, Bö, 3]
- Sápi Lajos (1909–1993) építész [23, 12, 50]
- Sárosdy Rezső (1926–2000) színész [UFAL5, Bo4, 4]
- Sass Béla (1865–1928) református lelkész, teológus, egyetemi tanár [Dj, 3, 12]
- Schnitzler József (1913–1990) sebész, országgyűlési képviselő [Dj, 6, 10]
- Selmeczi Mihály (1898–1966) színész [1A, Li, 4]
- Sesztina Lajos (1823–1905) vaskereskedő, bankelnök [1B, Li, 45]
- Simonffy Emil (1847–1919) zenetanár, igazgató [5, AoKs, 16]
- Slepkovszky János (1881–1914) görögkatolikus pap [6, AoKs, 19]
- Sohajda János (1877–1951) dohánygyári igazgató [4. B. oldal]
- Sőregi János (1892–1982) régész, muzeológus, múzeumigazgató [DJ, 2, 17]
- Straky Tibor (1926–2011) zenetanár, újságíró, zongoraművész [Dj, 6, 31]
- Straub János (1893–1956) vegyész, egyetemi tanár [Dj, 5, 11]
- Süli-Zakar István (1945–2017) geográfus, egyetemi tanár [15-2, K, 12]
- Sütő Sándor (1925–1991) tanár, iskolaigazgató [Dj, 2, 21]
- Svetits Mátyás (1798–1868) kereskedő, alapítványtevő [1B, Oks, 14]

## Sz
- Szabó Emil (?–1969) zeneszerző, zenetanár [9, BoKs, 34]
- Szabó Ernő (1904–1982) hegedűtanár, zenei író [14B, 1, 23]
- Szabó Gábor (1927–1996) biológus, genetikus [Dj, 6, 14]
- Szabó István (1898–1969) történész, levéltáros, egyetemi tanár [Usk, Bol, 26]
- Szabó József (1859–1941) jogász, ítélőtáblai bíró [1, Ks, 115]
- Szabó Kálmán (1887–1956) polgármester [Dj, Kö, 1b]
- Szabó Magda (1917–2007) író, költő, műfordító[1]
- Szabó Miklós (1928–1979) közgazdász [11, K, 26]
- Szalacsi Rácz Imre (1900–1956) tanár, író, újságíró [12, Col, 2a]
- Szalay Sándor (1909–1987) magfizikus, egyetemi tanár [Dj, 6, 3]
- Szarvas Pál (1910–1986) kémikus [15-2, 14, 13]
- Székely János (1924–1965) nyomdász, igazgató [ÁRK8, 2, 3]
- Szekeres Antal (1933–2012) tanár, politikus, a megyei közgyűlés elnöke [15-2, K, 10]
- Szele Tibor (1918–1955) matematikus, egyetemi tanár [Dj, 5, 13]
- Szénássy Barna (1913–1995) matematikus, tudománytörténész, egyetemi tanár [15-1, K, 10]
- Szendy Tihamér (1906–1973) hegedűművész, hegedűtanár [2, CoKs, 41]
- Szikszay Lajos (1842–1920) építész [4, AoKs, 39]
- Szilárd Elek (1914–1980) labdarúgó, edző
- Szoboszlai Pap István (1786–1855) református püspök [1B, LiKs, 7]
- Szőllősi Gyula (1922–1983) pedagógus, művelődésszervező [Dj, 2, 19]
- B. Szűcs Ferenc (1897–1972) főiskolai énektanár [27A, BoKs, 49]

## T
- Takács István (1928–1984) orvos, szülész-nőgyógyász, egyetemi tanár [12, K, 16]
- Tankó Béla (1876–1946) filozófus, szakíró, egyetemi tanár [Dj, 4, 9]
- Tankó Béla (1905–1974) biokémikus, egyetemi tanár[11, K, 15]
- Tarányi József (1912–1964) birkózó, olimpikon [DJ, 5, 1]
- Tatár Kiss Lajos (1911–1988) megyei tanácselnök [Dj, 6, 5]
- Than Gyula (1867–1930) író, újságíró, lapszerkesztő [Dj, 3, 11]
- Thuróczy Gyula (1885–1959) színész, rendező [DJ, 5, 9]
- Thurzó Jenő (1896–1936) orvos, egyetemi tanár [1, Ks, 153]
- Tikos Imre (1851–1921) városi főmérnök [2, CoKs, 16]
- Tikos Sári (1930–1989) színésznő [1B, Li, 54]
- Tóth Endre (1914–2011) költő [15-2, K, 9]
- Tóth Kálmán (1884–1945) bíró, ítélőtáblai elnök [Dj, 4, 7]
- Tóth Lajos (1876–1936) jogász, egyetemi tanár [Dj, 3, 8]
- Tóth Lajos (1914–1984) olimpiai bronzérmes tornász [12, K, 15]
- Tóth László (1925–2006) karnagy, zenekar alapító [Dj, 6, 26]
- Tréfás György (1931–2016) operaénekes [Dj, 1, 2]
- Tüdős Kálmán (1861–1928) városi tiszti főorvos [1, Ks, 201]

## U
- Uzonyi Barna (?–1947) Hajdú vármegye főjegyzője [2, CoKs, 39]
- Uzinyi Péter (1853–1925) Hajdúböszörmény rendőrkapitánya [2, CoKs, 39]

## V
- Vályi-Nagy Tibor (1912–1969) biokémikus, egyetemi tanár
- Varga Zoltán (1907–1982) történész, szakíró
- Vargha Elemér (1879–1939) polgármester-helyettes [Dj, 2, 5]
- Vásáry István (1887–1955) politikus, polgármester, pénzügyminiszter [1B, Li 36a]
- Végh Dezső (1882–1953) alpolgármester, lapszerkesztő [Dj, 4, 15]
- Vencsellei István (1934–2020) fotóművész [22, K, 9]
- Veress Géza (1899–1970) festőművész [11, K, 5]
- Verzár Gyula (1886–1960) orvos, fül-orr-gégész, egyetemi tanár [DJ, 5, 6]

## W
- Wéber Erzsébet (1894–1978) zongoraművész [25, BoKs, 62]
- Went István (1899–1963) orvos, fiziológus, egyetemi tanár [Dj, 5, 3b]
- Weszprémy Zoltán (1855–1942) megyei és városi főispán [DJ, 4, 2]

## Z
- Zádor Endre (1919–1999) énekművész, énektanár [11, Li, 2]
- Zakar István (1912–1973) maszkmester [11, Li, 8d]
- Zilahy Sebes Géza (1905–1960) biológus, egyetemi tanár [1, söv, 130]
- Zoltai Lajos (1861–1939) helytörténész, muzeológus, etnográfus [dísz jobb, 3-13]